# Touch the Sky (Kanye West)
Touch the Sky è un brano musicale del rapper statunitense Kanye West, estratto come quarto singolo dall'album Late Registration del 2005. Il video musicale del brano è stato diretto da Chris Milk.
La canzone è stata prodotta da Just Blaze, ed è una delle poche della carriera di Kanye West a non essersi prodotto da solo. La canzone utilizza un campionamento di Move on Up di Curtis Mayfield e figura il featuring di Lupe Fiasco, al suo debutto.

## Tracce
CD Single 1
1. Touch The Sky
2. Gold Digger - AOL Sessions

CD Single 2
1. Touch The Sky - Album Version
2. Jesus Walks - Album Version
3. Diamonds from Sierra Leone - AOL Sessions

## Classifiche
| Classifica (2006)                        | Posizione più alta |
| ---------------------------------------- | ------------------ |
| Australia                                | 10                 |
| Finlandia                                | 15                 |
| Germania                                 | 97                 |
| Irlanda                                  | 14                 |
| Nuova Zelanda                            | 16                 |
| Regno Unito                              | 6                  |
| U.S. Billboard Hot 100                   | 42                 |
| U.S. Billboard Eurochart Hot 100 Singles | 24                 |
| U.S. Billboard Hot Rap Tracks            | 10                 |
| U.S. Billboard Pop 100                   | 35                 |